# Marcali
Marcali es una ciudad situada en el condado de Somogy, en el suroeste de Hungría y a 13 kilómetros al sur del lago Balatón.

## Historia
Aunque históricamente aparece por primera vez en documentos del año 1274 y tiempo después fue reconocida como pueblo, perdió este título para recuperarlo tras la Segunda Guerra Mundial, cuando se le devolvieron los privilegios obtenidos.
Su importancia radica en haber sido centro de atención en diferentes etapas que ha atravesado la nación húngara, siendo en el siglo XVI sede de distrito durante la ocupación turca, así como también durante la época de la República Soviética, donde se formó un centro de organización de la revolución.